# 黎曼-罗赫定理
黎曼–罗赫定理（Riemann–Roch theorem）是数学中的一个重要工具，在复分析和代数几何中的应用尤为广泛。利用该定理，可计算具有指定零点与极点的亚纯函数空间的维数。它将具有纯拓扑亏格 g 的连通紧黎曼曲面上的复分析以某种方式转换为纯代数背景。
此定理最初是黎曼不等式，对黎曼曲面的确定形式由黎曼早逝的学生古斯塔·罗赫于1850年代证明。随后推广到代数曲面，高维代数簇，等等。

## 预备记号
我们从一个亏格{\displaystyle g}的连通紧黎曼曲面开始，在上面取定一点{\displaystyle P}。我们想知道极点只在{\displaystyle P}的函数。这是向量空间的一个递增序列：没有极点的函数（即常值函数），在 P 有单极点，在 P 点最多有两个极点，三个极点……这些空间都是有限维的。在 g=0 我们可知维数的序列前几项为
1, 2, 3, ...:
这可由部分分式理论得出。反之，如果此序列开始为
1, 2, ...
则 g 必然是零（所谓黎曼球面）。
由椭圆函数理论知，g=1 时此序列是
1, 1, 2, 3, 4, 5 ...
且这也刻画了 g=1 情形。当 g > 2 时，序列前端不是固定的；但我们可以确定此序列的后端。我们也可以看到为什么 g=2 的情形是特殊的，由超椭圆曲线理论，其序列开始几项为
1, 1, 2, ...
这些结论为何具有这种形式可以追溯到此定理的表述（罗赫的部分）：两个维数之差。当其中一个可以为零，我们得到一个确定的公式，对亏格与度数（即自由度的个数）是线性的。这些例子已经可重构出如下形式
维数 − 修正项 = 度数 − g + 1。
对 g = 1，修正项当度数为 0 时是 1；其它情形是 0。整个定理说明修正项是函数空间的一个“补空间”的维数。

## 定理的陈述
用现代记法，亏格为 g 的紧黎曼曲面与一个典范除子 K 的黎曼–罗赫定理表述为：
l(D) − l(K − D) = deg(D) − g + 1.
这对所有除子 D 均成立。除子是曲面上点的自由阿贝尔群中一个元素。等价地，一个除子是曲面上一些点的整系数线性组合。
我们定义一个亚纯函数 f 的除子为
{\displaystyle (f):=\sum _{z_{\nu }\in R(f)}s_{\nu }z_{\nu }}
这里 R(f) 是所有零点与极点的集合，而 sν 定义为
| {\displaystyle s_{\nu }:={\begin{cases}\;\;\,a\\-a\end{cases}}} | ，如果 {\displaystyle z_{\nu }} 是一个 {\displaystyle a} 重零点； |
| {\displaystyle s_{\nu }:={\begin{cases}\;\;\,a\\-a\end{cases}}} | ，如果 {\displaystyle z_{\nu }} 是一个 {\displaystyle a} 阶极点。 |
我们类似地定义一个亚纯 1-形式的除子。一个整体亚纯函数的除子叫做主除子。相差一个主除子的两个除子称为线性等价。一个整体亚纯 1-形式的除子叫做典范除子（通常记作 K）。任何两个亚纯 1-形式都是线性等价的，所以典范除子在线性等价的意义下是惟一的。
符号 deg(D) 表示除子 D 的度数，即在 D 中出现的系数之和。可以证明一个整体亚纯函数的除子的度数总是 0，所以除子的度数只取决于线性等价类。
数 l(D) 是首先感兴趣的量：使得 (h) + D 的所有系数都是非负的曲面上亚纯函数 h 组成的向量空间的维数（在 C 上）。直觉上，我们可以将其想象为在每一点处的极点不比 D 中对应系数更坏的所有亚纯函数；如果在 z 处 D 的系数是负数，则我们要求 h 在 z 处至少有那个重数的零点；如果 D 的系数是正数，h 最多有那个阶数的极点。线性等价的除子相应的向量空间通过乘以那个整体亚纯函数（这在差一个常数下是良定义的）是自然同构的。
即便我们对 K 一无所知，我们知道特殊性指标（index of speciality）（上文所说的修正项）
l(K − D) ≥ 0,
所以
l(D) ≥ deg(D) − g + 1
这就是早先提到的黎曼不等式。
上面定理对所有紧连通黎曼曲面都成立。这个公式对一个代数闭域 k 上所有非奇异射影代数曲线也成立。这里 l(D) 表示在每一点的极点不坏于 D 中对应系数的曲线上有理函数空间的维数（在 k 上）。
为了将其与我们上面的例子联系起来，我们需要 K 的一些信息：对 g=1 我们可取 K=0，而对 g=0 可取 K = −2P （任何 P）。一般地 K 的度数是 2g − 2。只要 D 的度数至少是 2g − 1 我们可确保修正项是 0。
回到 g= 2 的情形我们可知上面提到的序列是
1, 1, ?, 2, 3, ... .
由此知度数为 2 的不确定项是 1 或 2，当然与点的选择有关。可以证明任何亏格为 2 的曲线恰有六个点的序列是 1, 1, 2, 2, ... 而其它一般点的序列是 1, 1, 1, 2, ...。特别地，一个亏格 2 曲线是超椭圆曲线。对 g>2 几乎所有点的序列以 g+1 个 1 开始，只有有限个点为其它序列（参见魏尔斯特拉斯点）。

## 推广
曲线的黎曼–罗赫定理对黎曼曲面由黎曼与罗赫于1850年代证明，对代数曲线由施密特于1929年证明。它是基本的，曲线后续理论试图加细它的结论（比如布里尔–诺特理论）。
在更高维（适当的定义除子或线丛）此定理有多个版本。它们的一般表述取决于将定理分成两部分。其一，现在称为塞尔对偶性，将 l(K − D) 项解释为第一层同调群的维数，l(D) 为零次上同调群（或截面的空间）的维数，定理左边成为一个欧拉示性数，而右边给出它的计算，正好只与黎曼曲面的拓扑有关的一个度数。
在二维代数几何中这样一个公式由意大利几何学派找到；代数曲面的黎曼-罗赫定理证明了（有各种版本，最早可能属于马克斯·诺特。这样的问题大约在1950年前解决了。
n-维推广，希策布鲁赫–黎曼–罗赫定理，由弗里德里希·希策布鲁赫找到并证明，利用了代数拓扑学中的示性类；他深受小平邦彦的工作影响。大约在同一时间让-皮埃尔·塞尔给出了塞尔对偶性的一般形式，故我们冠以他的姓氏。
亚历山大·格罗滕迪克于1957年证明了一个深远的推广，现在叫做格罗滕迪克–黎曼–罗赫定理。他的工作将黎曼–罗赫重新解释为不仅是关于一个簇的定理，而是关于两个簇之间的一个态射的。证明的细节由博雷尔–塞尔于1958年发表。
最后在代数拓扑中也找到了一个一般版本。这些发展本质上在1950年至1960年完成。阿蒂亚–辛格指标定理开启了这一条推广的道路。
它导致的结论是一个凝聚层相当好计算。如果只对交错和中一项感兴趣，这是通常的情形，必需更进一步的讨论比如消灭定理。

### 引用
1. ↑  Stichtenoth p.22
2. ↑  Mukai pp.295-297